# حمله به پایگاه هوایی چوهوئیف
حمله به پایگاه هوایی چوهوئیف در ۲۴ فوریه ۲۰۲۲ در چوهوئیف، استان خارکف، اوکراین در جریان تهاجم روسیه به اوکراین در سال ۲۰۲۲ رخ داد.

## زمینه
پایگاه هوایی چوهوئیف در شهر چوهوئیف در استان خارکف در اوکراین واقع شده‌است. این پایگاه هوایی دارای پهپادهای بایراکتار تی‌بی۲ و همچنین فرودگاه‌های نظامی در استاروکوستیانتینیف و میکولائیف بود.

## حمله
در ساعات آغازین حمله نظامی روسیه به اوکراین، یک حمله موشکی روسیه پایگاه هوایی چوهوئیف را هدف قرار داد. پس از این حمله، شرکت فناوری‌های فضایی مکسار مستقر در ایالات متحده تصاویر ماهواره‌ای را منتشر کرد که خسارات ناشی از حمله موشکی را نشان می‌داد. این حمله به مناطق ذخیره سوخت و سایر زیرساخت‌های فرودگاه آسیب وارد کرد.